# Anaea schausiana
Anaea schausiana är en fjärilsart som beskrevs av Frederick DuCane Godman och Osbert Salvin 1894. Anaea schausiana ingår i släktet Anaea och familjen praktfjärilar. Inga underarter finns listade i Catalogue of Life.